# Ману VII
Ману VII — правитель Осроены в 123—139 годах из династии Абгаридов.
После того как в начале своего правления римский император Адриан отказался от части завоеваний на Востоке своего предшественника на троне и родственника Траяна, Осроеной в течение нескольких лет, со 118 по 122 годы, управляли парфянский царевич Парфамаспат и Ялур. В 123 году Адриан по новому соглашению с царём Парфии Хосроем восстановил на престоле Осроены династию Абгаридов в лице Ману, сына Эзада. Ману VII правил страной в течение 123—139 годах. Как отметил Б. Уорик, Ману VII сохранял верность Риму вплоть до своей смерти. Его преемником стал сын Ману VIII.